# Bellegarde-Sainte-Marie
Bellegarde-Sainte-Marie è un comune francese di 202 abitanti situato nel dipartimento dell'Alta Garonna, nella regione dell'Occitania.

## Patrimonio culturale
- Abbazia di Sainte-Marie du Désert, comunità di monaci cistercensi trappisti, fondata nel 1852 da religiosi originari dell'abbazia di Notre-Dame d'Aiguebelle nel dipartimento della Drôme.
- Chiesa di San Bartolomeo apostolo.
- Vestigia della chiesa di Bernis, a ovest
- Torre di Chappe presente nel bosco, a nord del villaggio.

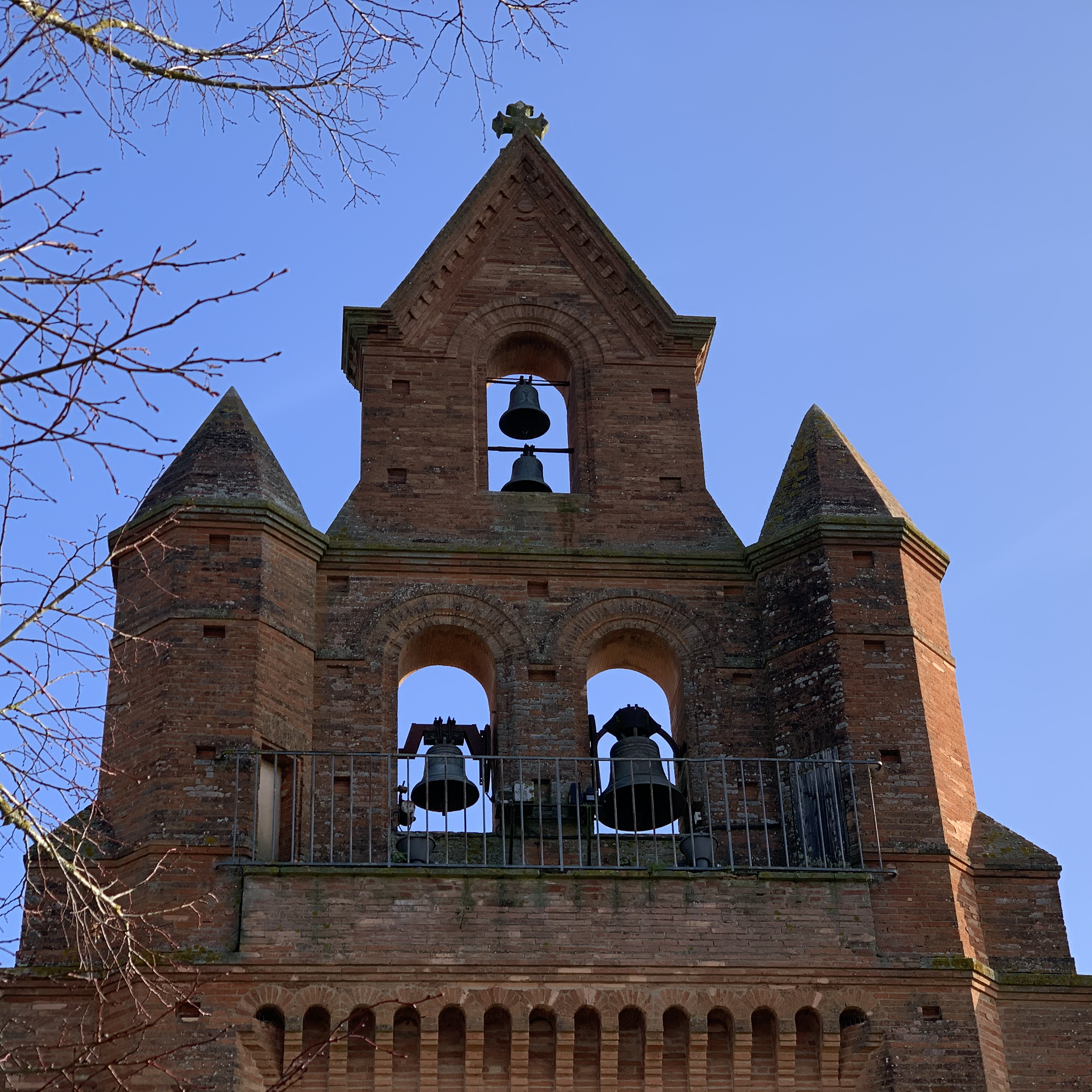
Campanile a vela della chiesa di San Bartolomeo
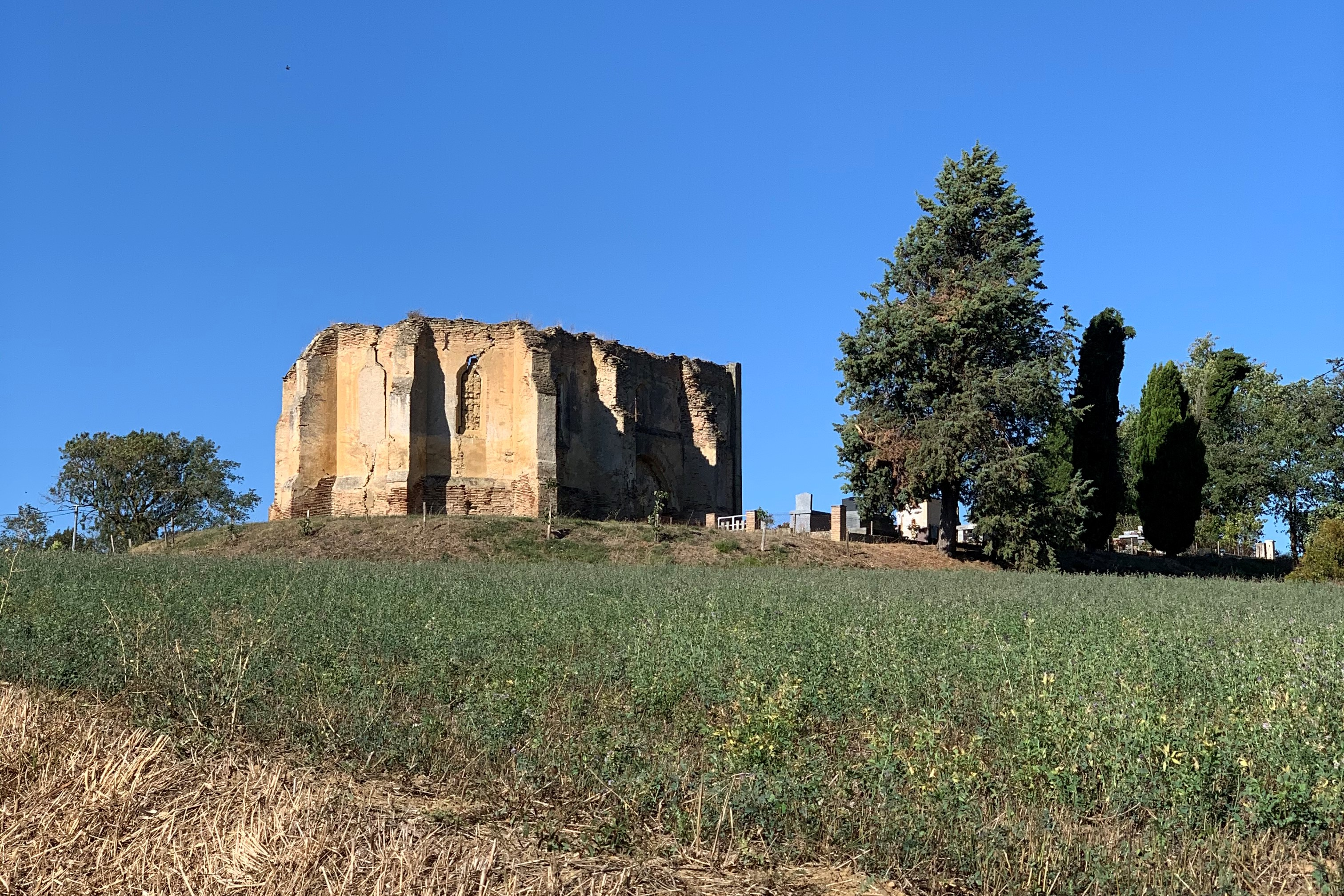
Le vestigia della chiesa di Bernis
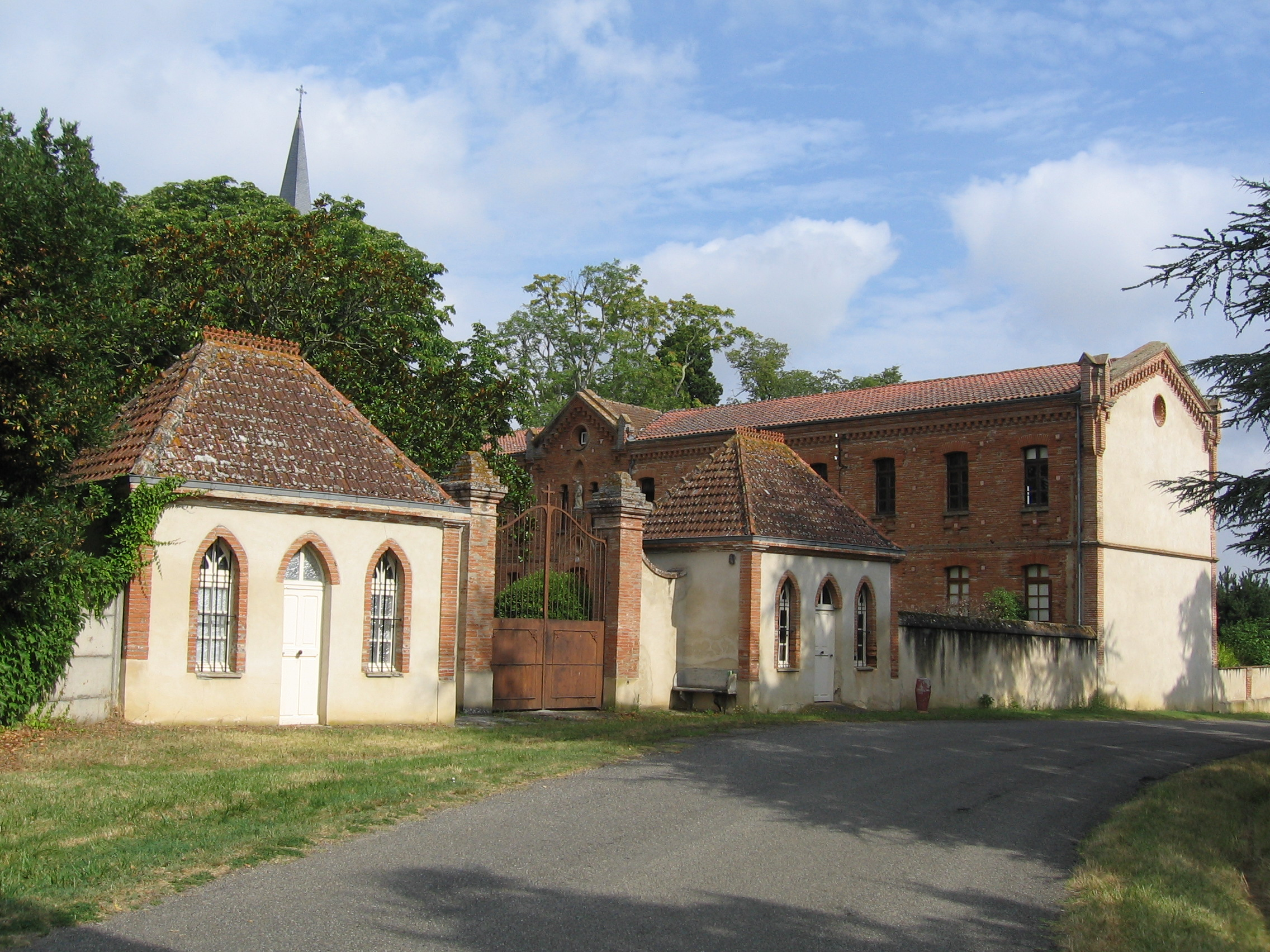
Antico ingresso all'abbazia di Sainte-Marie-du-Désert

## Società

### Evoluzione demografica
Abitanti censiti